# Amniapé
Amniapé, pleme američkih Indijanaca iz zapadnobrazilske države Rondônia srodno plemenu Guarategaja. U 18 stoljeću oba ova plemena označavana su imenom Mekens ili Mequens koiji se kasnije proširuje i na Indijance Guaratira (Koaratira ili Canoe) i Sakurabiat (Sakurap).
Rivet i Loukotka plemenskim imenom amniape označavaju jednu od njihovih 108 jezičnih porodice Južne Amerike. Danas se vode pod porodicu tupari, velika porodica tupian.
Potomaka možda imaju na rezervatu Terra Indígena Rio Mequens.